# Оберкохен
Оберкохен (нім. Oberkochen) — місто в Німеччині, знаходиться в землі Баден-Вюртемберг. Підпорядковується адміністративному округу Штутгарт. Входить до складу району Східний Альб.
Площа — 23,57 км2. Населення становить 7870 ос. (станом на 31 грудня 2020).